# 囗部
囗部為漢字索引中的部首之一，通稱國字框，計三畫，是康熙字典214個部首中的第31個（三畫的中為第2個）。囗部構字時將其他部件上下左右包合起來，形成全包圍結構。「囗」形成全包圍結構的漢字皆歸入囗部。
須注意的是，囗部與口部不同。囗部構成全包圍結構，口部則只出現在字的一側。
漢字〇因形狀與囗相似，也多被歸在囗部下（部外筆畫為0），如《漢語大字典》、《中華字海》、《新華字典》、《現代漢語詞典》；但亦有將〇歸入乙部的（因為乙部包括了所有非橫豎撇點的筆畫，〇亦屬此類）。

## 部首單字解釋

### 囗
1. wéi/ㄨㄟˊ：「圍」的古字。
2. guó/ㄍㄨㄛˊ：「國」的古字。

### 〇
1. líng/ㄌㄧㄥˊ：「零」的小寫，但零也被當作小寫用。多用於書寫時占位。
2. xīng/ㄒㄧㄥ：同“星”。唐武則天所造的字，後世稱「則天文字」。《集韻 · 青韻》：曐，或省作「星」，唐武后作「〇」。

## 字形

甲骨文
金文
大篆
小篆

## 名稱
- 漢語：囗部（拼音：wéibù，注音：ㄨㄟˊ ㄅㄨˋ）、國字框、大口框
- 日語：
- 朝鲜語：

## 字例
| 部首外筆畫 | 字例 -{                          |
| ---------- | -------------------------------- |
| 0          | 囗〇                             |
| 2          | 龱囘囙囚四囜㘝                   |
| 3          | 囝回囟因囡团団㘟                 |
| 4          | 囤囥囦囧囨囩囪囫囬园囮囯困囱囲図 |
| 5          | 囶囷囸囹固囻囼国图㘠㘡囹         |
| 6          | 囿𡇙㘢圀                         |
| 7          | 㘣圁圂圃圄圅                     |
| 8          | 𡇸𡇻圊國圏圇圈圉                 |
| 9          | 圌圍圎圐𡈁𡈈                     |
| 10         | 圑園圓圔圕                       |
| 11         | 圖圗圙㘤團𡈡                     |
| 12         | 圚𡈩                             |
| 13         | 圛圜                             |
| 17         | 㘥                               |
| 18         | 𡈺                               |
| 19         | 圝                               |
| 23         | 圞 }-                            |